# Peayanus gilberti
Peayanus gilberti är en insektsart som beskrevs av Nielson 1983. Peayanus gilberti ingår i släktet Peayanus och familjen dvärgstritar. Inga underarter finns listade i Catalogue of Life.